# Anton Verhoeven
Anton Verhoeven (Dussen, 1920 – aldaar, 26 juli 1978) was een Nederlands schaatser. Hij reed de Elfstedentocht van 1947, 1954, 1956 en 1963. In 1954 had Verhoeven de Elfmerentocht, die de maandag aan de tocht voorafging, gewonnen en startte hij als een van de favorieten.

## Biografie
Verhoeven had de handigheid ontwikkeld om vooraf met filters een losse knoop in zijn schaatsen te maken zodat hij na de sprint naar het Van Harinxmakanaal bij de Tiende Elfstedentocht alleen nog maar zijn veters hoefde aan te trekken. Tot Stavoren schaatste hij voorop, na Harlingen hadden vijf anderen zich bij hem gevoegd. Vlak voor de eindstreep in Leeuwarden meende Verhoeven door een bord met de tekst Eindstreep over 500 meter dat hij al gewonnen had, en stopte hij met schaatsen. Toen hij zijn fout inzag was het al te laat en werd hij uiteindelijk vijfde. Een paar dagen later won hij de Ronde van Loosdrecht. 
In de Elfde Elfstedentocht op 14 februari 1956 ging Anton Verhoeven samen met Jeen Nauta, Jan J. van der Hoorn, Aad de Koning en Maus Wijnhout hand in hand over de finish in een tijd van 8 uur en 46 minuten. Het bestuur besloot het vijftal te diskwalificeren omdat dit sinds de tocht van 1940 verboden was.